# Ophtalmibidion
Ophtalmibidion is een kevergeslacht uit de familie van de boktorren (Cerambycidae). De wetenschappelijke naam van het geslacht werd voor het eerst geldig gepubliceerd in 1969 door Martins.

## Soorten
Ophtalmibidion omvat de volgende soorten:
- Ophtalmibidion auba Martins & Galileo, 1999
- Ophtalmibidion luscum Martins, 1971
- Ophtalmibidion oculatum Martins, 1969
- Ophtalmibidion tetrops (Bates, 1870)